# Fagonia paulayana
Fagonia paulayana là một loài thực vật có hoa trong họ Zygophyllaceae. Loài này được J.Wagner & Vierh. miêu tả khoa học đầu tiên năm 1904.